# جيري غو
جيري غو (بالإنجليزية: Gerry Gow)‏ هو لاعب كرة قدم ومدرب كرة قدم بريطاني في مركز الوسط، ولد في 29 مايو 1952 في غلاسكو في المملكة المتحدة، وتوفي في 10 أكتوبر 2016 بسبب سرطان. شارك مع منتخب اسكتلندا تحت 21 سنة لكرة القدم. أما مع النوادي، فقد لعب مع مانشستر سيتي ونادي بريستول سيتي ونادي بيرنلي ونادي روذرهام يونايتد ويوفل تاون.

## وصلات خارجية
- جيري غو على موقع قاعدة بيانات كرة القدم.إي يو (الإنجليزية)